# ناچو ویگالوندو
ناچو ویگالوندو (اسپانیایی: Nacho Vigalondo‎؛ زادهٔ ۶ آوریل ۱۹۷۷) کارگردان فیلم، فیلم‌نامه‌نویس و بازیگر اهل اسپانیا است.
از فیلم‌ها یا مجموعه‌های تلویزیونی که وی در آن‌ها نقش داشته‌است، می‌توان به غول آسا، به‌طور کاملاً اتفاقی و الفبای مرگ اشاره نمود.

## فیلم‌شناسی

### فیلم
| سال  | عنوان        | کارگردان | نویسنده | تهیه‌کننده | یادداشت       |
| ---- | ------------ | -------- | ------- | --------- | ------------- |
| ۲۰۰۷ | جرایم زمانی  | آری      | آری     | نه        | همچنین بازیگر |
| ۲۰۱۱ | فرازمینی     | آری      | آری     | آری       |               |
| ۲۰۱۴ | پنجره‌های باز | آری      | آری     | نه        |               |
| ۲۰۱۶ | غول‌آسا       | آری      | آری     | نه        |               |
| ۲۰۱۸ | پوکا!        | آری      | نه      | آری       | تله‌فیلم       |
| ۲۰۱۹ | تپه‌های بهشت  | نه       | آری     | نه        |               |

### فیلم کوتاه
| سال  | عنوان               | کارگردان | نویسنده | یادداشت                             |
| ---- | ------------------- | -------- | ------- | ----------------------------------- |
| ۲۰۰۱ | کد ۷                | آری      | آری     |                                     |
| ۲۰۰۳ | ساعت ۷:۳۵ صبح       | آری      | آری     | نامزد جایزه اسکار بهترین فیلم کوتاه |
| ۲۰۱۲ | A is for Apocalypse | آری      | آری     |                                     |
| ۲۰۱۳ | گناهان پدران        | آری      | آری     |                                     |
| ۲۰۱۴ | هیولاهای یکسان      | آری      | آری     |                                     |

### بازیگری
| سال  | عنوان              | نقش            | یادداشت    |
| ---- | ------------------ | -------------- | ---------- |
| ۲۰۰۱ | کد ۷               | تیپو           | فیلم کوتاه |
| ۲۰۰۳ | ساعت ۷:۳۵ صبح      | تیپو           | فیلم کوتاه |
| ۲۰۰۷ | جرایم زمانی        | دانشمند        |            |
| ۲۰۱۱ | به‌طور کاملاً اتفاقی |                |            |
| ۲۰۱۴ | پنجره‌های باز       | ریچی گابیلوندو |            |
| ۲۰۱۵ | کامینو             | گیلرمو         |            |